# ماري أميرة ليختنشتاين
ماري أميرة ليختنشتاين (بالفرنسية: Marie d'Orléans)‏ (3 يناير 1959) هي ابنة هنري أورليان، كونت باريس.